# Scarlat Grigorie Ghica
Scarlat  Grigorie Ghica (Σκαρλάτος Γγύκα) (n. 1715 – d. 2 decembrie 1766, București, Țara Românească) a fost domn al Moldovei (2 martie 1757 - 7 august 1758) și de două ori al Țării Românești (august 1758 - 5 iunie 1761 și 18 august 1765 - 2 decembrie 1766).

## Domniile
Familia boierească Ghica a marcat viața social-politică și culturală din Moldova și Țara Românească prin domnii care s-au succedat la tron, în cele două principate, timp de două sute de ani, de la jumătatea secolului al XVII-lea, până la jumătatea secolului al XIX-lea.
Domnul Scarlat Grigorie Ghica, fiul lui Grigorie al II-lea Ghica, își începe domnia în Moldova, în februarie 1757, plătind la Poarta Otomană 300 pungi de aur. Dorind să-și mărească veniturile vistieriei Ghica, el a impus o politică fiscală excesivă, prin dări ce trebuiau plătite de oamenii de rând, cum a fost darea pe vite (văcăritul). Orientarea politico-diplomatică a domnului era îndreptată spre Imperiul Habsburgic, Imperiul Țarist și Polonia. Pe tronul de la Iași va rămâne până în august 1758.
În Țara Românească, Scarlat Grigorie Ghica domnește de două ori: prima dată din august 1758 până la 5/16 iunie 1761, iar a doua oară, din 18/29 august 1765 până la 2/13 decembrie 1766.

## Prima domnie în Țara Românească (august 1758 – 5 iunie 1761)
Prima domnie în Țara Românească se evidențiază printr-o politică de asigurare a autorității administrativ-economice a țării, obținând îndepărtarea turcilor, care se „încuibaseră în Țară”. Aceștia se așezaseră în stânga Dunării, cuceriseră terenuri, făceau „felurite răutăți și ucideri, încărcând pe locuitori cu datorii grele, făcând odăi de vite și ținând în putere sate întregi de locuitori”. Pentru a-i izgoni, Scarlat Grigorie Ghica intervine cu o plângere la Poartă. 
Sultanul trimite trei agale mari, pe Kapugibașa, pe Muvela-Efendi și pe Teftigis, cu firmane, pentru a desființa acele chîzlale turcești. Proprietarii lor sunt goniți peste Dunăre, împreună cu vitele, și opriți de a mai intra în țară. Excepție făceau doar negustorii care aveau dovezi de la serhaturile lor că sunt oameni corecți. Aceștia erau datori să se prezinte în fața domnitorului, pentru a arăta ce comerț fac, în care județ, și doar astfel li se putea acorda permisiunea de a intra în țară. Negustorii turci aveau drept de ședere doar în orașe, nu și în sate, și pe un termen prestabilit, un fel de viză de ședere. Boierii și mănăstirile care dețineau moșii înspre malurile Dunării aveau dreptul de a le stăpâni, căpătând, în acest sens, un document sigilat de către Muvela-Efendi. Toate aceste reglementări erau întărite cu hatișerif dat de Înalta Poartă, fiind trecute atât în condicile acesteia cât și în cele ale autorităților serhaturilor de lângă Dunăre. Această acțiune a domnitorului Scarlat Grigorie Ghica costase visteria țării „opt sute pungi de bani”. În anul 1761 domnul a fost mazilit de pe tronul Țării Românești. Uneltirile se datorau lui Iordachi Rizu, care dorea să obțină domnia pentru ginerele său - Grigorie Ghica, mare dragoman. Scarlat  Grigorie Ghica este surghiunit, pentru o perioadă scurtă de timp, în insula Lemnos, de unde revine la Constantinopol, recăpătând mai târziu tronul Țării Românești.

## Cea de-a doua domnie în Țara Românească (18 august/29 august 1765 – 2 decembrie 1766)
O acțiune importantă în timpul celei de-a doua domnii în scopul asigurării autonomiei teritoriale a statului este aranjamentul cu privire la „Odaia Vizirului”, domeniu foarte întins, la marginea raialei Brăila, proprietate a unei sultane, administrat de aceasta prin bostangii, trupe speciale ale armatei otomane. Beneficiind de o protecție specială, domeniul devenise loc de refugiu pentru mulți țărani din județele învecinate, care reușeau, pe această cale, să scape de plata birului. O altă nemulțumire a domnului era faptul că acei bostangii provocau nereguli în județele din jur. Scarlat Grigorie Ghica a luat sub administrarea sa domeniul, oferind sultanei, conform înțelegerii, suma de 25.000 lei anual.
Bun administrator al teritoriului țării, domnul Scarlat Grigorie Ghica cercetează și stabilește, în anul 1766, hotarele țării, menționând puncte de vecinătate. Un interes deosebit în reprezintă, în enunțarea localităților, punctele de hotar dinspre nord ale județelor Argeș și Muscel.
Domnia lui Scarlat Grigorie Ghica în Țara Românească se caracterizează prin acțiuni de asigurare a autonomiei administrative a țării, spre modernizarea statului.
Domnul se stinge din viață la 2/13 decembrie 1766. A fost înmormântat în ctitoria sa, Biserica „Sfântul Spiridon Nou” din București.

Piatra tombală, din marmură, are reprezentată, în partea superioară, într-un medalion în formă de scut, stema Moldovei și stema Țării Românești, alăturate, timbrate de o coroană princiară.

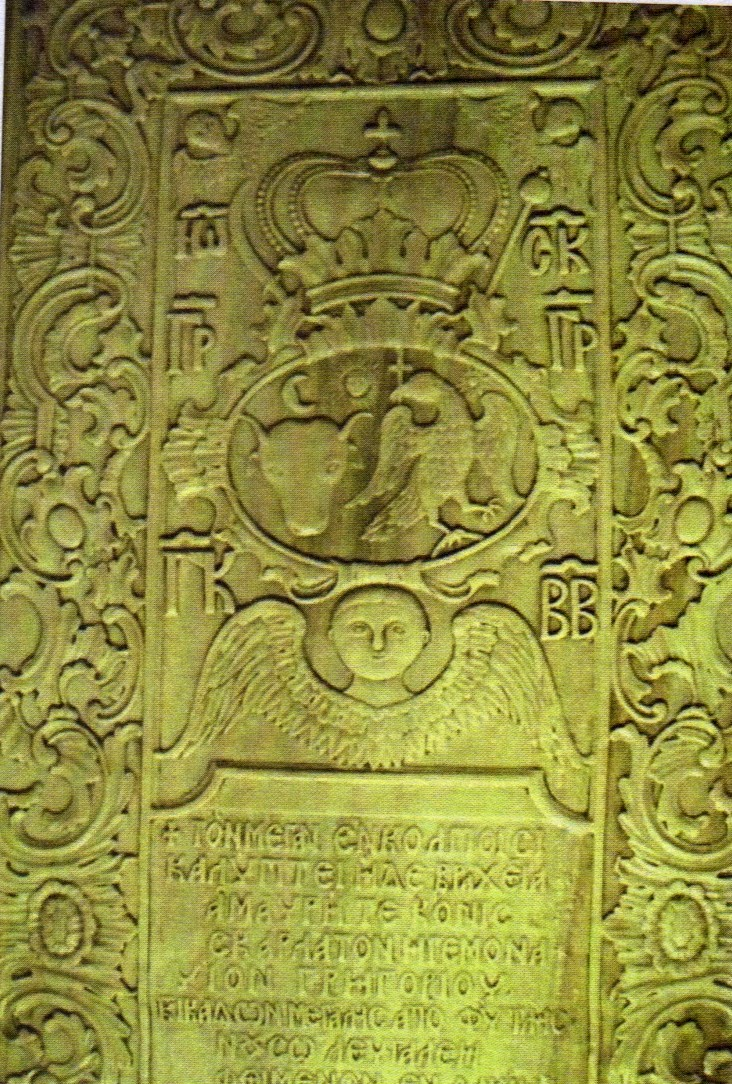
Piatra de mormânt a lui Scarlat Grigorie Ghica (Biserica „Sf. Spiridon”, București).

Un chenar floral încadrează o inscripție în versuri, în limba greacă, în care domnul este amintit drept cârmuitor al Daciei: „Io Scarlat Grigorie Ghica voievod.  Această smerită și întunecată pulbere ascunde în sânul ei pe marele Scarlat, domnul, fiul lui Grigorie, din marea stârpe a Ghiculeștilor, care a pierit de boală vrednică de plâns, în Dacia, după ce domnise mai întâi în Moldova și ca a doua răsplată pentru virtutea lui având cârmuirea Daciei. Care pentru toți supușii era ca un părinte blând (...)”.
La cererea mitropolitului și a boierilor, Poarta Otomană a numit drept urmaș la tron pe ful său, Alexandru Scarlat Ghica (2/13 decembrie 1766 / 17/28 octombrie 1768). Acesta va termina de zidit și va înzestra ctitoria tatălui său.

## Documentele emise în timpul domniei lui Scarlat Grigorie Ghica în Moldova
Dintre documentele emise în timpul domniei în Moldova, amintim hrisovul datat 1758 martie 10, prin care se întărea lui Ioan Cantacuzino, stăpânirea peste moșia târgului Baia (județul Suceava), pentru serviciile făcute țării și domnilor dinainte. Frontispiciul este împodobit cu stema Moldovei. Titulatura este realizată în aur. Iscălitura domnului și sigiliul sunt plasate într-un cartuș prețios, ornamentat cu elemente florale și păsări.
La scurt timp după obținerea primei domnii în Țara Românească, un hrisov domnesc din 5 decembrie 1758 scutea pe Teofilact, „vle clucer za arie”, de orice „dajdie și orânduieli ce ar ieși peste an în țară”, întărindu-i și unele privilegii.

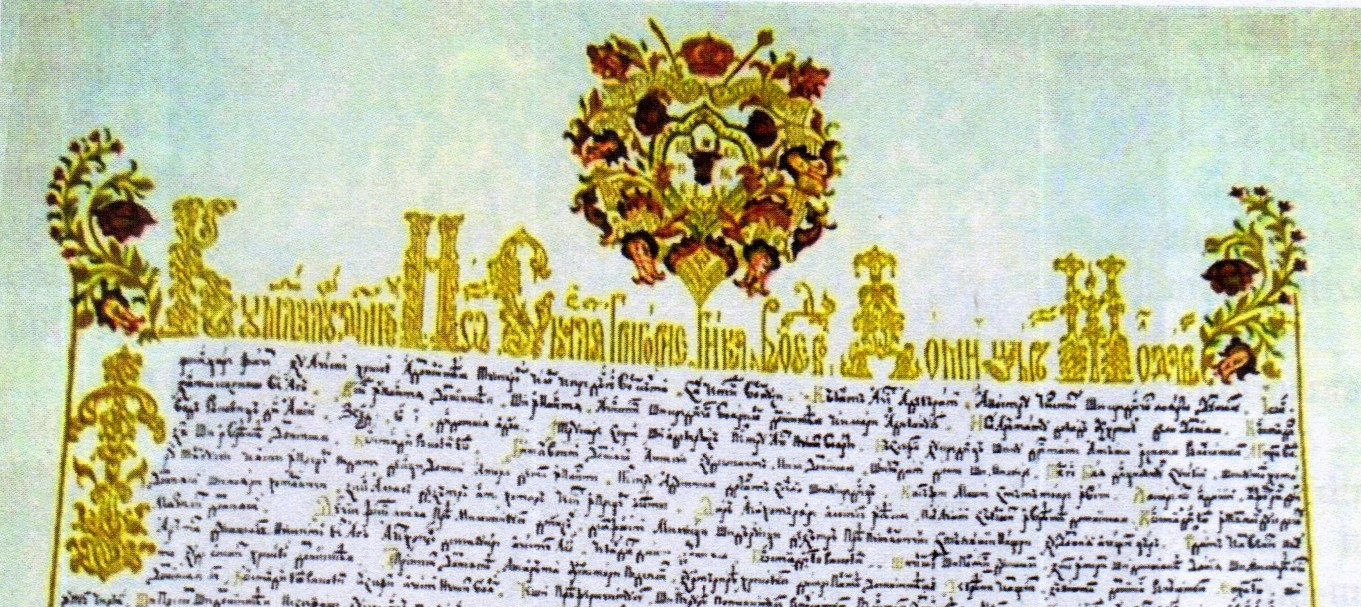
Hrisovul lui Scarlat Grigorie Ghica, 1758 martie 10, Iași (detaliu)

În frontispiciu, într-un scut dreptunghiular, sunt redate alăturat, stema Moldovei (capul de bour) și stema Țării Românești (acvila cruciată). Scutul este încadrat de inițialele slavone: IW-CK-IK-BB.

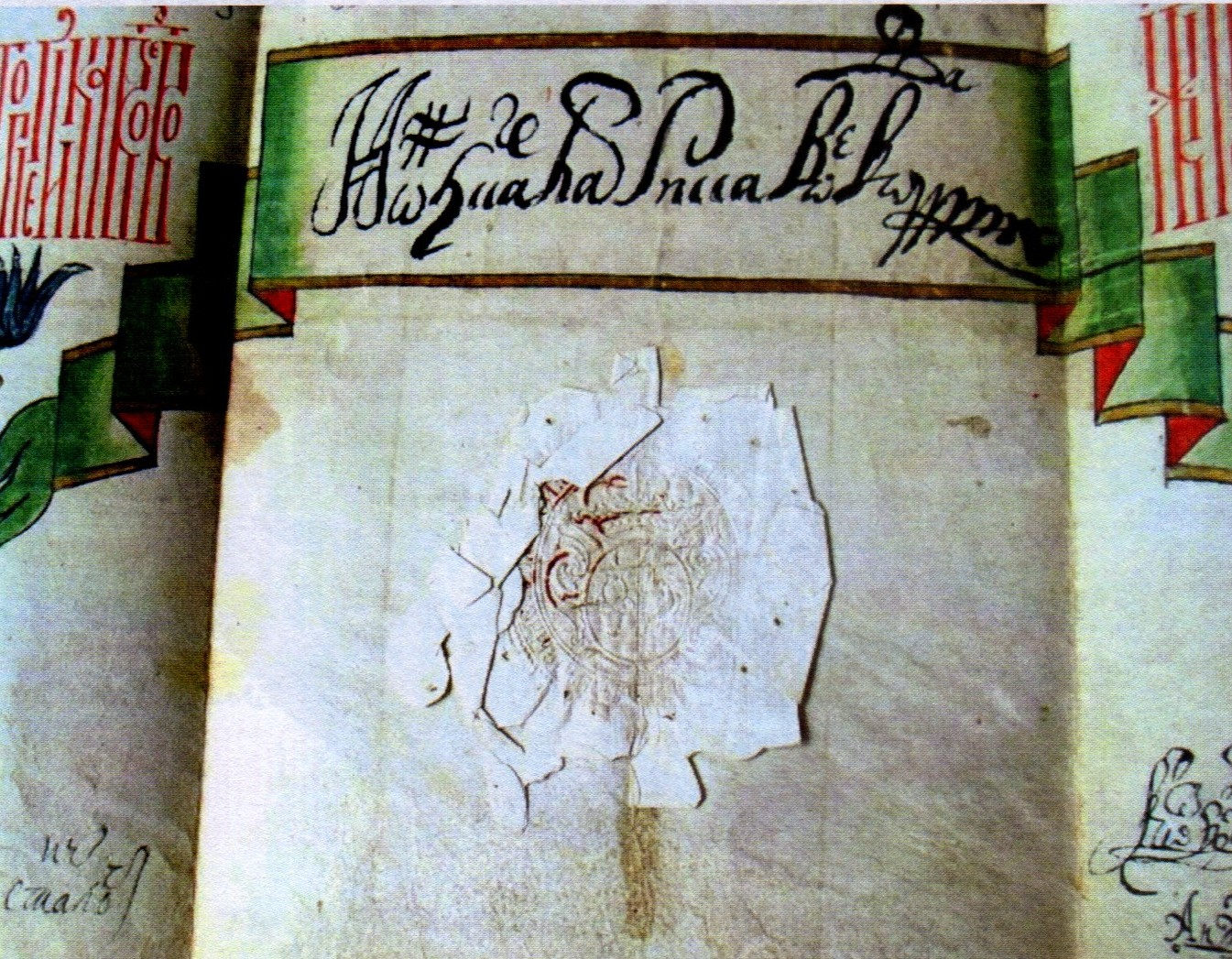
Hrisovul lui Scarlat Grigorie Ghica, 1758 decembrie 5 (detaliu frontispiciu)

Pe document, în partea inferioară, este aplicate sigiliul rotund, timbrat, care are, în emblemă, un scut oval, despicat, redând în dreapta capul de bour, cu stea între coarne, deasupra crai nou întors, iar în stânga, pe un vârf de munte, acvila cruciată, deasupra soarele de amiază. Scutul este timbrat de o coroană închisă, terminată cu un glob cruciger, flancată la dreapta de buzdugan și la stânga de iatagan.
Tot din prima domnie în Țara Românească, este recunoscut hrisovul emis la 4 martie 1761, prin care domnul Scarlat Grigorie Ghica întărea Mitropoliei Țării Românești stăpânirea asupra moșiilor Zidurile și Berilești (jud. Ilfov), dăruite de Stanca Obedeanca. În frontispiciu, într-un scut dreptunghiular, sunt redate stemele unite ale Moldovei și Țării Românești.

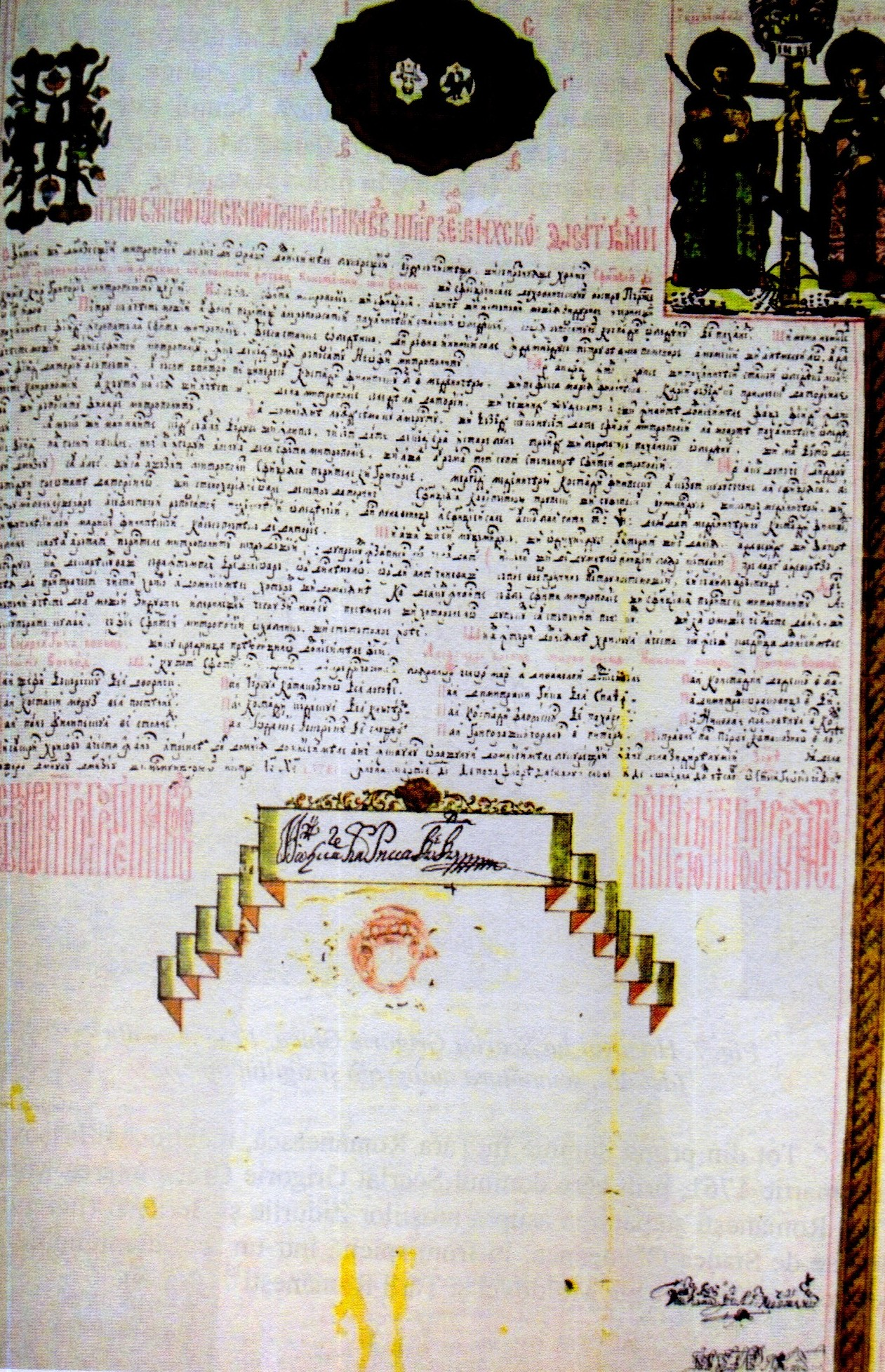
Hrisovul lui Scarlat Grigorie Ghica, 1761 martie 4 (detaliu)

O altă reprezentare a stemei domnului Scarlat Grigorie Ghica se păstrează pe o agrafă vestimentară, de formă ovală (55 x 50 mm), lucrată din metal comun.
Într-un scut despicat este redat, în cartierul din dreapta, pe azur, capul de bour, cu stea între coarne (stema Moldovei), iar cel din stânga, pe roșu, acvila cruciată, conturnată (stema Țării Românești). Scutul este timbrat de o coroană închisă, cu smalțuri heraldice verde și purpură. Coroana este flancată de buzdugan și de iatagan. De o parte și de alta a scutului apar, cu slove, inițialele comanditarului: IW - CK - TP - TK - B - B (IO SCARLAT GRIGORIE GHICA VOIEVOD). Sub scut este gravat anul 1767. Pe reversul piesei se observă urmele acului de prindere. 
Agrafa vestimentară cu însemnul heraldic al domnului Scarlat Grigore Ghica este un exemplar de probă. Lucrată din metal comun, piesa urma să fie placată sau turnată într-un metal nobil și să marcheze un deceniu de când domnitorul obținuse tronul, pentru prima dată, în Țările Române, Moldovei și Țării Românești certificau teritoriile asupra cărora Domnul își exercitase autoritatea. Agrafa nu și-a îndeplinit rolul pentru care a fost concepută. Scarlat Grigorie Ghica a murit la începutul lunii decembrie 1766, doar cu două luni înainte de aniversare. 
Agrafa vestimentară cu însemnele domnului Scarlat Grigorie Ghica trezește interes în sfragistica românească prin redarea, pentru prima oară în scut, a smalțurilor heraldice: azur, ca fond pentru stema Moldovei, și roșu, ca fond pentru stema Moldovei, și roșu, ca fond pentru Țării Românești. Culorile roșu și albastru, între care se va integra culoarea galben, vor alcătui, mai târziu, drapelul național. 
Stemele unite ale Moldovei și Țării Românești, întâlnite rar și întâmplător pe unele sigilii, în secolul al XVII-lea, vor fi folosite frecvent în secolul al XVIII-lea, nu doar pe sigiliile unor domni care au stăpânit în cele două țări românești, dar și pe diverse obiecte de argint, broderii, tipărituri, sculpturi în piatră.  
În a doua jumătate a secolului al XIX-lea, stema Principatelor Unite, stabilită oficial prin Înaltul Ordin de Zi, nr. 34, al domnitorului Alexandru Ioan Cuza, dat în București, la 9 februarie 1861, va reprezenta, alăturat, capul de bour și acvila cruciată.  